# Pro Natura (Svizzera)
Pro Natura (Svizzera), fondata nel 1909 a Basilea come Lega svizzera per la protezione della natura, è la più antica organizzazione ambientalista della Svizzera.
Questa organizzazione non va confusa con l'associazione ambientalista italiana Federazione Nazionale Pro Natura.
Pro Natura si occupa di circa 700 riserve naturali di varie dimensioni in tutta la Svizzera (250 chilometri quadrati, di cui 60 di proprietà di Pro Natura).

## Storia
Nel 1909, i rappresentanti della Società Svizzera di Scienze Naturali fondarono la Lega Svizzera per la Protezione della Natura per finanziare e creare il Parco Nazionale Svizzero (inaugurato nel 1914).
Nel 1947 organizzò a Brunnen una conferenza internazionale sulla protezione della natura. Essa ha portato alla creazione dell'Unione internazionale per la conservazione della natura nel 1948.
Tra il 1958 e il 1963, la Lega Svizzera per la Protezione della Natura, insieme alla Società Svizzera per il Patrimonio e al Club Alpino Svizzero, ha istituito un inventario dei paesaggi e dei siti naturali di importanza nazionale. Sulla base di questa relazione, nel 1977 il Consiglio federale ha pubblicato l'Inventario federale dei paesaggi, siti e monumenti naturali d’importanza nazionale.
Dal 1995, è membro della rete ambientale globale Friends of the Earth. Nel 1997, la Lega svizzera per la protezione della natura ha adottato il nome Pro Natura. La scelta di tale nome ha così permesso di usare un unico nome per le diverse regioni linguistiche della Svizzera.

## Obiettivi
I quattro obiettivi principali di Pro Natura sono i seguenti:
- Accrescere la biodiversità
- Proteggere i paesaggi[4]
- Tutelare le risorse naturali
- Rafforzare il legame con la natura

Questi obiettivi vengono perseguiti attraverso:
- Protezione della natura a livello politico (campagne, iniziative popolari federali, ecc.)[5][6]
- Protezione della natura sul campo (riserve naturali)[7]
- Educazione ambientale (centri naturalistici, attività per le scuole, ecc.)
- Comunicazione (rivista Pro Natura)

## Altro
Ogni anno Pro Natura designa l'animale dell'anno. In questo modo l'organizzazione intende evidenziare e salvare le specie a rischio di estinzione. Nel 2018 è stato scelto l'ermellino.